# Brigada 14 Infanterie (1918-1920)
Brigada 14 Infanterie a fost o mare unitate de infanterie, de nivel tactic, din Armata României, care a participat la acțiunile militare postbelice, din perioada 1918-1920, fiind formată din Regimentul 14 Infanterie și Regimentul 16 Infanterie. Brigada a făcut parte din compunerea de luptă a Diviziei 7 Infanterie, comandată de generalul Traian Moșoiu.:p. 311

## Compunerea de luptă
În perioada campaniei din 1919, brigada a avut următoarea compunere de luptă::p. 311
- Regimentul 14 Infanterie - comandant: locotenent-colonel Gheorghiu Th.
- Regimentul 16 Infanterie – comandant: colonel Rotaru Al.

## Participarea la operații

### Campania anului 1919
În cadrul acțiunilor militare postbelice,  Brigada 14 Infanterie a participat la acțiunile militare în dispozitivul de luptă al Diviziei 7 Infanterie, luând parte la Operația ofensivă la vest de Tisa. :p. 333 A participat anterior, de asemenea, la Intervenția Armatei României în Bucovina.:p. 162

## Comandanți
- General Constantin Neculcea